# Marathon Rotterdam 2001
De Marathon Rotterdam 2001 werd gelopen op zondag 22 april 2001. Het was de 21e editie van deze marathon.
Bij de mannen was de Keniaan Josephat Kiprono het sterkst; hij finishte in 2:06.50. Zijn landgenote Susan Chepkemei won bij de vrouwen in 2:25.45.
Het evenement deed tevens dienst als Nederlands kampioenschap marathon. De nationale titels werden gewonnen door Peter van Egdom (24e in 2:19.24) en Nadezhda Wijenberg (4e in 2:30.25).
In totaal finishten 7086 lopers de marathon, waarvan 6231 mannen en 855 vrouwen.

## Uitslagen

### Mannen
| rang   | naam                      | land | tijd    | opmerkingen |
| ------ | ------------------------- | ---- | ------- | ----------- |
| Goud   | Josephat Kiprono          | KEN  | 2:06.50 |             |
| Zilver | Kenneth Cheruiyot         | KEN  | 2:07.18 |             |
| Brons  | Sammy Korir               | KEN  | 2:08.14 |             |
| 4      | Abdellah Behar            | FRA  | 2:09.05 |             |
| 5      | Isaac Kiprono             | KEN  | 2:09.59 |             |
| 6      | Lee Troop                 | AUS  | 2:10.04 |             |
| 7      | Fabián Roncero            | ESP  | 2:10.08 |             |
| 8      | Oscar Fernandez           | ESP  | 2:10.33 |             |
| 9      | Kamal Ziani               | ESP  | 2:10.36 |             |
| 10     | Robert Kipkoech Cheruiyot | KEN  | 2:10.41 |             |
| 11     | James Moiben              | KEN  | 2:10.44 |             |
| 12     | Koen Allaert              | BEL  | 2:10.45 |             |
| 13     | Viktor Röthlin            | SUI  | 2:12.22 |             |
| 14     | Antonio Sousa             | POR  | 2:13.10 |             |
| 15     | Vassilis Zambelis         | GRE  | 2:13.55 |             |
| 16     | Mohamed Erraoui           | MAR  | 2:14.03 |             |
| 17     | Vincenzo Modica           | ITA  | 2:14.39 |             |
| 18     | David Menjo Kimutai       | KEN  | 2:15.13 |             |
| 19     | Theodoros Zachos          | GRE  | 2:15.50 |             |
| 20     | Moses Saina               | KEN  | 2:15.57 |             |
| 21     | Janne Holmén              | FIN  | 2:16.24 |             |
| 22     | Eduard Tukhbatullin       | RUS  | 2:17.02 |             |
| 23     | Pjotr Gladki              | POL  | 2:19.11 |             |
| 24     | Peter van Egdom           | NED  | 2:19.24 | 1e NK       |
| 25     | Antoni Bernadó            | AND  | 2:19.26 |             |
| 26     | Abdellatif Talbani        | FRA  | 2:19.56 |             |
| 27     | Hugo van den Broek        | NED  | 2:21.18 | 2e NK       |
| 28     | T. Dens                   | BEL  | 2:21.53 |             |
| 29     | T Haile-Melkot            | ISR  | 2:22.14 |             |
| 30     | Michel de Maat            | NED  | 2:22.17 | 3e NK       |

### Vrouwen
| rang   | naam                      | land | tijd    | tijd  |
| ------ | ------------------------- | ---- | ------- | ----- |
| Goud   | Susan Chepkemei           | KEN  | 2:25.45 |       |
| Zilver | Masako Koide              | JPN  | 2:28.28 |       |
| Brons  | Maria Abel                | ESP  | 2:29.46 |       |
| 4      | Nadezhda Wijenberg        | NED  | 2:30.25 | 1e NK |
| 5      | Eva Sanz                  | ESP  | 2:30.58 |       |
| 6      | Griselda Gonzalez         | ESP  | 2:31.05 |       |
| 7      | Marta Fernandez           | ESP  | 2:32.53 |       |
| 8      | Sandra Van Der Haesevelde | BEL  | 2:34.30 |       |
| 9      | Vivian Ruijters           | NED  | 2:37.34 | 2e NK |
| 10     | Spyridoula Souma          | GRE  | 2:38.40 |       |
| 11     | Annelieke van der Sluijs  | NED  | 2:39.01 | 3e NK |
| 12     | Ines Cronjäger            | GER  | 2:39.40 |       |
| 13     | Annette Wolfrom           | GER  | 2:40.31 |       |
| 14     | Mieke Pullen              | NED  | 2:41.42 | 4e NK |
| 15     | Berhane Adere             | ETH  | 2:41.50 |       |
| 16     | Kerstin Brüning           | GER  | 2:44.32 |       |
| 17     | Amy Chalk                 | ENG  | 2:45.02 |       |
| 18     | Amaia Arana               | ESP  | 2:45.16 |       |
| 19     | Louise Copp               | WAL  | 2:47.07 |       |
| 20     | Barbara Kamp              | NED  | 2:47.23 | 5e NK |
| 21     | Agnes Hijman              | NED  | 2:47.40 | 6e NK |
| 22     | Miranda Boonstra          | NED  | 2:49.28 | 7e NK |

1981 ·
1982 ·
1983 ·
1984 ·
1985 ·
1986 ·
1987 ·
1988 ·
1989 ·
1990 ·
1991 ·
1992 ·
1993 ·
1994 ·
1995 ·
1996 ·
1997 ·
1998 ·
1999 ·
2000 ·
2001 ·
2002 ·
2003 ·
2004 ·
2005 ·
2006 ·
2007 ·
2008 ·
2009 ·
2010 ·
2011 ·
2012 ·
2013 ·
2014 ·
2015 ·
2016 ·
2017 ·
2018 ·
2019 ·
2020 ·
2021 ·
2022 ·
2023 ·
2024